# Slovenska armija Kraljeve jugoslovanske vojske
Matjaževa vojska ali Slovenska armija Kraljeve Jugoslovanske vojske je bila protirevolucionarna teroristična skupina, ki je po koncu druge svetovne vojne delovala na območju današnje Slovenije.

## Delovanje
Konec leta 1945 je bil pri Nacionalnem komiteju Kraljevine Jugoslavije v Salzburgu ustanovljen Glavni obveščevalni center, ki ga je vodil četniški poveljnik Andrej Glušič. V okviru glavnega centra so nastali obveščevalni centri v Gradcu, Celovcu in Trstu. Iz teh centrov so v Slovenijo pošiljali teroristične skupine in poskušali vzpostaviti mrežo ilegalnih oblastnih odborov in kurirsko vohunsko mrežo. Imeli so podporo in dovoljenje ameriških in angleških obveščevalnih služb. Oborožene skupine so se imenovale Matjaževa vojska. 
Največja taka skupina je bila skupina Sernec, ki je leta 1947 delovala na Pohorju in tam ugrabila in ubila občinskega uslužbenca Franca Marčiča iz Maribora. Iz centra v Celovcu pa so imeli stike tudi z ljubljansko nadškofijo in t. i. Nagodetovo skupino, ki je bila zaradi tega obsojena (glej Nagodetov proces). Povojna komunistična oblast jih je leta 1948 obtožila, da so poslali tudi diverzante, ki so ubili poslanca skuščine Franca Mojškerca v Bizoviku pri Ljubljani. Kasneje je bilo ugotovljeno, da sta omenjenega poslanca pravzaprav usmrtila dva agenta jugoslovanske tajne vladne policije (UDBA), od teh naj bi bil eden Janez Frank. Delovalo je še več manjših skupin. 
Organzatorji Matjaževe vojske so izdajali tudi časopis Matjažev glas. Obveščevalne centre in Matjaževo vojsko so ukinili po spremembi odnosov med Jugoslavijo in ZSSR, ko so Američani in Angleži umaknili svojo podporo.